# بوتیمار دارچینی
بوتیمار دارچینی (نام علمی: Ixobrychus cinnamomeus) نام یک گونه از سرده غمخورک‌ها است.